# トマト丼
トマト丼（トマトどん）は、岐阜県下呂市のご当地グルメ。「下呂温泉名物」とされる。飛騨牛など地元産の食材で作った具を丼飯に乗せ、特産のトマトをたっぷり乗せた丼物である。
下呂市内の標高600メートル前後の地域では、昼夜の寒暖差が大きく、栽培される夏秋トマトは甘味が多いと市場評価も高く、生産量も多い。下呂温泉では、地域ブランドの確立など、観光客誘致のために様々な取り組みを行っているが、そういった取り組みの1つとして、第一次産業と第三次産業の共存を目指し、地元の農産物を使った名物料理の開発が行われ、トマトジュース、トマトゼリー、トマトカレーなどと共に開発されたのがトマト丼である
「郷土料理 菅田庵（すがたあん）」の岡田周平が考案した。甘辛く煮込んだ飛騨牛の肉汁とトマトの酸味が絶妙とされる。
提供する店舗によって味や使用する具材は異なるが、飛騨牛、マイタケなどが主な食材となる。なお、牛肉ではなく飛騨納豆喰豚（ひだなっとくとん、納豆を飼料に加えて育てている豚）のような特産豚肉を用いる店舗もあり、使用されるトマトも夏秋トマトの他に、フルーツトマトを使用する店舗がある。
大阪府和泉市では学校給食メニューで各都道府県の紹介を行っているが、2012年ぐらいからトマト丼が岐阜県を紹介する料理として学校給食に提供されている。
2010年5月8日に放映された情報・教養バラエティ番組の『SmaSTATION!!』（テレビ朝日）で「特別企画: 今年ブレイクしそうな最新B級ご当地グルメ　ベスト10」が発表された際には、トマト丼は13位だった。